# Adreça IP

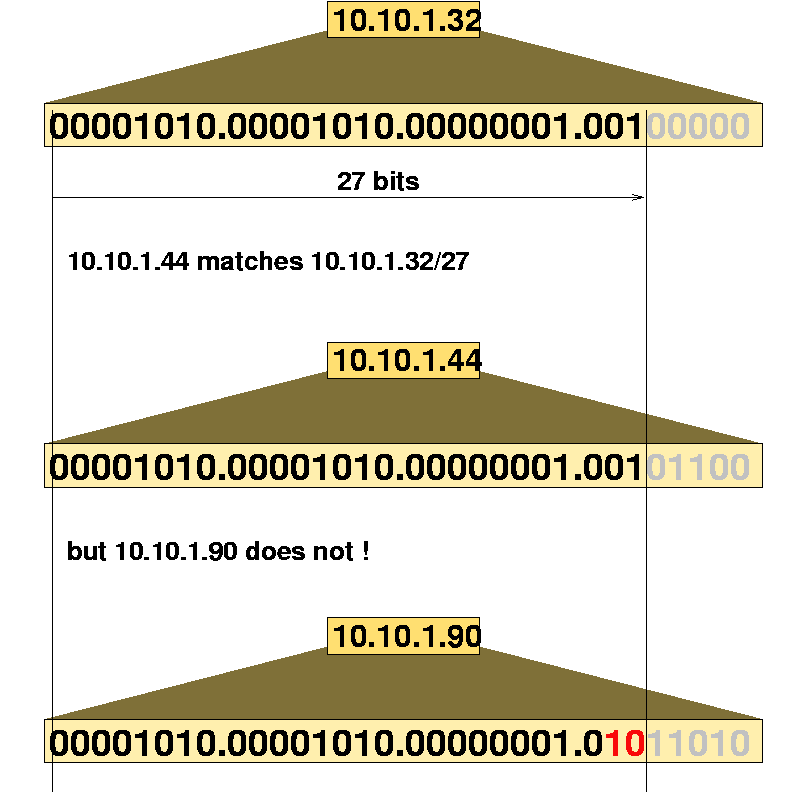
Resolució d'adreces IP

D'acord amb el protocol d'Internet, una adreça IP és un número que identifica inequívocament un dispositiu lògic connectat a la xarxa. Dins d'una mateixa xarxa, cada adreça IP que s'utilitzi ha de ser única.
Una adreça IP es representa mitjançant un nombre binari de 32 (IPv4) o 128 bits (IPv6). Les adreces IPv4 s'expressen com nombres de notació decimal: es divideixen els 32 bits de l'adreça en quatre octets (un octet és un grup de 8 bits). El valor decimal màxim de cada octet és 255 (el nombre binari de 8 bits més alt és 11111111, i aquests bits, de dreta a esquerra, tenen valors decimals d'1, 2, 4, 8, 16, 32, 64 i 128, la suma dels quals és 255). Un exemple d'adreça IP podria ser 192.168.1.123. Aquest és un exemple típic d'IP en xarxa local.
Hi ha tres classes d'adreces IP que una organització pot rebre de part del Registre Nord-americà de Nombres d'Internet (ARIN) (o ISP de l'organització): Classe A, B i C. En l'actualitat, ARIN reserva les adreces de Classe A per als governs de tot el món (encara que en el passat se li hagin atorgat a empreses de gran envergadura com, per exemple, Hewlett Packard) i les adreces de Classe B per a les mitjanes empreses. S'atorguen adreces de Classe C per a tots els altres sol·licitants.
Cada classe de xarxa permet una quantitat fixa d'amfitrions (hosts).
- En una xarxa de Classe A, s'assigna el primer octet, reservant els tres últims octets (24 bits) perquè siguin assignats als amfitrions, de manera que la quantitat màxima d'amfitrions és 2^24 (menys 2: les adreces reservades de difusió i de xarxa), o 16.777.214 amfitrions.

- En una xarxa de Classe B, s'assignen els dos primers octets, reservant els dos octets finals (16 bits) perquè siguin assignats als amfitrions, de manera que la quantitat màxima d'amfitrions és 2^16 (menys 2), o 65.534 amfitrions.

- En una xarxa de Classe C, s'assignen els tres primers octets, reservant l'octet final (8 bits) perquè sigui assignat als amfitrions, de manera que la quantitat màxima d'amfitrions és 2^8 (menys 2), o 254 amfitrions.

Hi ha certes adreces en cada classe d'adreça IP que no estan assignades. Aquestes adreces es denominen adreces privades. Les adreces privades poden ser utilitzades pels amfitrions que usen traducció d'adreça de xarxa (NAT), o un servidor proxy, per a connectar-se a una xarxa pública o pels amfitrions que no es connecten a Internet.
Moltes aplicacions requereixen connectivitat dintre d'una sola xarxa, i no necessiten connectivitat externa. En les xarxes de gran grandària, sovint s'usa TCP/IP, encara que la connectivitat de capa de xarxa no sigui necessària fora de la xarxa. Els bancs en són bons exemples. Poden utilitzar TCP/IP per a connectar els caixers automàtics (ATM). Aquestes màquines no es connecten a la xarxa pública, de manera que les adreces privades són ideals per a elles. Les adreces privades també es poden utilitzar en una xarxa en la qual no hi ha suficients adreces públiques disponibles.
Les adreces privades es poden utilitzar juntament amb un servidor de traducció d'adreces de xarxa (NAT) o servidor proxy per a subministrar connectivitat a tots els amfitrions d'una xarxa que té relativament poques adreces públiques disponibles. Segons l'acordat, qualsevol tràfic que posseeixi una adreça de destinació o d'origen dintre d'un dels intervals d'adreces privades no s'encaminarà a través d'Internet.
| Classe | Rang                        | Nombre de xarxes | Nombre d'amfitrions per xarxa | Màscara de xarxa | Broadcast ID  |
| ------ | --------------------------- | ---------------- | ----------------------------- | ---------------- | ------------- |
| A      | 0.0.0.0 - 127.255.255.255   | 128              | 16.777.214                    | 255.0.0.0        | x.255.255.255 |
| B      | 128.0.0.0 - 191.255.255.255 | 16.384           | 65.534                        | 255.255.0.0      | x.x.255.255   |
| C      | 192.0.0.0 - 223.255.255.255 | 2.097.152        | 254                           | 255.255.255.0    | x.x.x.255     |
| (D)    | 224.0.0.0 - 239.255.255.255 | històric         |                               |                  |               |
| (E)    | 240.0.0.0 - 255.255.255.255 | històric         |                               |                  |               |

Hi ha diverses xarxes dels rangs de la taula anterior que són reservades: les 0.0.0.0 (típicament utilitzades com adreces de difusió (broadcast) i la 127.0.0.0, que és l'adreça de la interfície virtual de xarxa del localhost, loopback. També són reservades les xarxes 128.0.0.0, 191.255.0.0, 192.0.0.0 i la 223.255.255.0.

## Aplicacions de la IP
Amb IPs es poden crear subxarxes utilitzant l'espai d'adreces d'una xarxa, que pot ser subdividida al seu torn formant subxarxes autònomes separades. Per exemple, una aplicació real pot ser quan es necessita agrupar tots els empleats que pertanyen a un departament d'una empresa. En aquest cas es crea una subxarxa que engloba les adreces IP d'aquests. Per aconseguir-ho cal reservar bits del camp d'amfitrió per identificar la subxarxa establint a un els bits de xarxa-subxarxa en la màscara. Per exemple l'adreça 172.16.1.1 amb una màscara 255.255.255.0 indica que els dos primers bytes identifiquen la xarxa (per ser una adreça de classe B), el tercer byte identifica la subxarxa (els bits en la màscara són a 1) i el quart identifica l'amfitrió (a 0 els bits corresponents dins de la màscara). Hi ha dues adreces de cada subxarxa que queden reservades: aquella que identifica la subxarxa (camp d'amfitrió a 0) i l'adreça per fer broadcast en la subxarxa (camp d'amfitrió a 255, tots els bits a 1).

## Tipus d'IP
IP fixa: Una adreça IP fixa és permanent, no té una duració màxima determinada.
IP dinàmica: Una adreça IP dinàmica és una IP assignada mitjançant un servidor DHCP (Dynamic Host Configuration Protocol) a l'usuari. La IP que s'obté té una duració màxima determinada. El servidor DHCP dona paràmetres de configuració específics per cada client que desitgi participar en la xarxa IP. Entre aquests paràmetres es troba l'adreça IP del client.
Atès el nombre creixent d'usuaris, i el nombre limitat d'adreces IP, els operadors no poden donar-ne una d'específica a cada usuari i donen una adreça nova en cada connexió (IPs dinàmiques), que canvien cada cop que l'usuari es torna a connectar per qualsevol causa.